# Campeonato Bangladês de Futebol 2016/2017
O Campeonato Bangladês de Futebol 2016/2017 também chamado de "B.League", Premier League ou "Saif Power Battery BPL". é a principal competição de futebol de Bangladesh.
O campeonato dá ao campeão o direito de disputar competições internacionais organizadas pela AFC como a Copa dos Presidentes da AFC e a Copa da AFC.

## Premier League 2016/2017
| Classificação | Clube               | Jogos | Vitórias | Empates | Derrotas | Pontuação |
| ------------- | ------------------- | ----- | -------- | ------- | -------- | --------- |
| 1º            | Abahani Limited     | 22    | 16       | 4       | 2        | 52        |
| 2º            | Sheikh Jamal        | 22    | 14       | 5       | 3        | 47        |
| 3º            | Abahani Chittagong  | 22    | 13       | 5       | 4        | 44        |
| 4º            | Saif Sporting Club  | 22    | 11       | 8       | 3        | 41        |
| 5º            | Mohammedan          | 22    | 9        | 5       | 8        | 32        |
| 6º            | Sheikh Russel       | 22    | 6        | 9       | 7        | 27        |
| 7º            | Brothers U.         | 22    | 5        | 7       | 10       | 22        |
| 8º            | Arambagh            | 22    | 5        | 6       | 11       | 21        |
| 9º            | BJMC                | 22    | 4        | 8       | 10       | 20        |
| 10º           | Rahmatgonj MFS      | 22    | 3        | 9       | 10       | 18        |
| 11º           | Muktijoddha Sangsad | 22    | 5        | 3       | 14       | 18        |
| 12º           | Farashganj          | 22    | 4        | 5       | 13       | 17        |